# Napoli 24
Pour plus de détails, voir Fiche technique et Distribution.
Napoli 24 est un film documentaire italien omnibus à 24 sketches et sorti en 2010 au Festival du film de Turin, puis en 2012 dans les salles italiennes.

## Synopsis
La ville de Naples est racontée à travers 24 courts métrages qui mettent en valeur sa complexité, ses différents aspects et habitants.

### Segments
- Prima di Napoli (Giovanni Cioni)
- Naufragio (Bruno Oliviero (it))
- Omicidio (Gianluca Jodice (it))
- Battiti d'occhio (Diego Liguori)
- San Gennaro (Roberta Serretiello)
- Neoborbonici (Luca Martusciello)
- My Madre (Nicolangelo Gelormini)
- Oggi sposi (Guido Lombardi (it))
- Fiori (Mariano Lamberti (it))
- È nata Maria Francesca (Andrej Longo)
- Non è un paese per ragazzini (Mario F. Martone; Stefano Martone)
- Domani (Fabio Mollo)
- La base (Mario Spada)
- Rettifilo (Pietro Marcello)
- Linea 1 (Andrea Canova)
- Èl (Lorenzo Cioffi)
- Scarpatiello (Massimiliano Pacifico)
- Porta Capuana (Marcello Sannino)
- Mangianapoli (Federico Mazzi)
- Abbash a' Gaiola (Vincenzo Cavallo)
- Il perimetro (Gianluca Loffredo)
- Poggioreale (Daria D'Antonio)
- La Grancassa (Ugo Capolupo)
- La Principessa di Napoli (Paolo Sorrentino)

## Fiche technique
- Titre original : Napoli 24[1]
- Réalisation et scénario : Giovanni Cioni, Bruno Oliviero (it), Gianluca Jodice (it), Diego Liguori, Roberta Serretiello, Luca Martusciello, Nicolangelo Gelormini, Guido Lombardi (it), Giosuè De Falco, Andrej Longo, Mario F. Martone, Stefano Martone, Fabio Mollo, Luigi Carrino, Mario Spada, Pietro Marcello, Andrea Canova, Lorenzo Cioffi, Massimiliano Pacifico, Marcello Sannino, Federico Mazzi, Francesca Cutolo, Vincenzo Cavallo, Biagio Di Bennardo, Marco Marino, Emma Ferulano, Gianluca Loffredo, Daria D'Antonio, Ugo Capolupo, Paolo Sorrentino, Mariano Lamberti (it)
- Photographie : Cesare Accetta, Mario Amura, Francesca Amitrano, Agostino Vertucci, Antonio Grambone, Gennaro Visciano, Simone Petrella, Mario F. Martone, Debora Vrizzi, Diego Liguori, Federico Mazzi, Ezio Pierattini, Luca Bigazzi, Daria D'Antonio
- Montage : Giogiò Franchini (it)
- Musique : Frame, Ivan Dalia, Marco Messina
- Décors : Chiara Perrot, Carlo Rescigno
- Production : Nicola Giuliano (it), Angelo Curti (it), Giorgio Magliulo
- Sociétés de production : Indigo Film, Ananas, Skydancers, Teatri Uniti, en collaboration avec Rai Cinema
- Pays de production :  Italie
- Langue originale : italien
- Format : couleurs
- Genre : film documentaire omnibus
- Durée : 75 minutes
- Dates de sortie : 
  - Italie : 29 novembre 2010 (Festival du film de Turin) ; 11 mai 2012 (sortie nationale)[2]

## Distribution
- Benedetta Parenti
- Ivan Dalia
- Alessandro Romano
- Rosy Rox
- Giovanna Quaglia
- Giovanni Esposito
- Teresa Bisignano
- Emma Ferulano
- Gianluca Loffredo
- Vincenzo Girone
- Basilio Momako